# 尹斗寿
尹 斗寿（ユン・ドゥス、朝鮮語: 윤두수、1533年 - 1601年）は、李氏朝鮮時代の文臣、性理学者。本貫は海平尹氏。

## 概要
李氏朝鮮の領議政、左議政、右議政などの要職を歴任する。 
朝鮮を征服して箕子朝鮮を建国した中国殷王朝の政治家箕子に関する中国史料を蒐集して『箕子志』を編纂し、箕子を顕彰した。

## 家族
丙子の乱の際、清を蛮夷だとして、主君である中華の天子の忠実な諸侯として、また中華帝国のもっとも忠実な模範属国として、明に誠心誠意仕えることを主張し、清との講和に強硬に反対、主戦論を支持した李氏朝鮮の文臣・政治家の尹昕は次男。尹順之は孫。
近現代の政界・学界の有名人の尹潽善、尹致暎、尹日善らは子孫である。

## 著書
- 『箕子志』
- 『成仁錄』
- 『平壤志』
- 『延安志』